# Головний міністр штату Уттаракханд
Головний міністр штату Уттаракханд (англ. Chief Ministers of Uttarakhand) — голова виконавчої влади індійського штату Уттаракханд. Цю посаду займали:
| #    | Ім'я                                   | Зайняв посаду    | Залишив посаду  | Партія                          |
| 01   | Ніт'янанд Свамі                        | 9 листопада 2000 | 29 жовтня 2001  | Бхаратія джаната парті          |
| 02   | Бхаґат Сінґх Кошіярі                   | 30 жовтня 2001   | 1 березня 2002  | Бхаратія джаната парті          |
| 03   | Нараян Дутт Тіварі                     | 2 березня 2002   | 7 березня 2007  | Індійський Національний Конгрес |
| 04   | Бхуван Чандра Кхандурі                 | 8 березня 2007   | 23 червня 2009  | Бхаратія джаната парті          |
| 05   | Рамеш Покхріял                         | 24 червня 2009   | 10 вересня 2011 | Бхаратія джаната парті          |
| (04) | Бхуван Чандра Кхандурі                 | 11 вересня 2011  | 13 березня 2012 | Бхаратія джаната парті          |
| 06   | Віджай Бахугуна                        | 13 березня 2012  | 31 січня 2014   | Індійський національний конгрес |
| 07   | Харіш Рават                            | 1 лютого 2014    | 27 березня 2016 | Індійський національний конгрес |
|      | Штат під прямим управлінням президента | 27 березня 2016  | 21 квітня 2016  |                                 |
| (07) | Харіш Рават                            | 21 квітня 2016   | 22 квітня 2016  | Індійський національний конгрес |
|      | Штат під прямим управлінням президента | 22 квітня 2016   | 11 травня 2016  |                                 |
| (07) | Харіш Рават                            | 11 травня 2016   | 18 березня 2017 | Індійський національний конгрес |
| 08   | Трівендра Сінґх Рават                  | 18 березня 2017  | 10 березня 2021 | Бхаратія джаната парті          |
| 09   | Тірат Сінґх Рават                      | 10 березня 2021  | 4 липня 2021    | Бхаратія джаната парті          |
| 10   | Пушкар Сінґх Дхамі                     | 4 липня 2021     |                 | Бхаратія джаната парті          |